# Joseph Trịnh Chính Trực

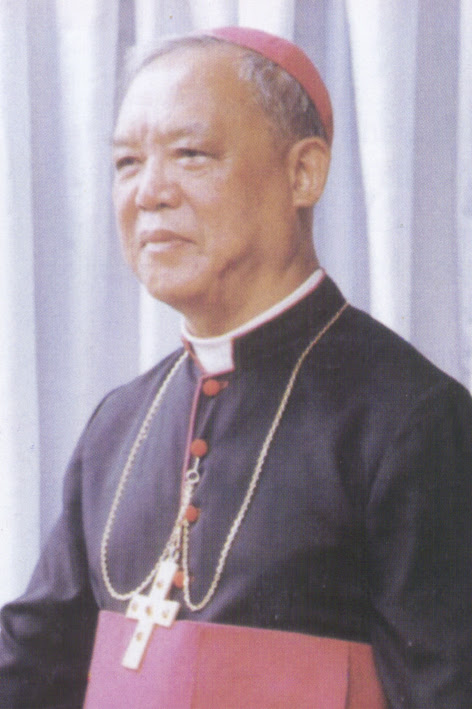
Joseph Trịnh Chính Trực

Joseph Trinh Chinh Truc (vietnamesisch: Joseph Trịnh Chính Trực, * 25. Oktober 1925 in Hà Hôi, Vietnam; † 23. September 2011) war ein vietnamesischer Geistlicher und römisch-katholischer Bischof von Ban Mê Thuột.

## Leben
Trinh Chinh Truc studierte am Priesterseminar in Hanoi und empfing am 31. Mai 1954 die Priesterweihe. 
Papst Johannes Paul II. ernannte ihn am 19. Juni 1981 zum Koadjutorbischof von Ban Mê Thuột. Der Bischof von Ban Mê Thuột, Pierre Nguyên Huy Mai, weihte ihn am 15. August desselben Jahres zum Bischof; Mitkonsekratoren waren Alexis Pham Van Lôc, Bischof von Kontum, und Joseph Nguyên Tùng Cuong, Bischof von Hải Phòng. 
Nach dem Tod Pierre Nguyên Huy Mais folgte er ihm am 4. August 1990 als Bischof von Ban Mê Thuột. Am 29. Dezember 2000 nahm Papst Johannes Paul II. seinen altersbedingten Rücktritt an.

## Anmerkung
1. ↑  Sein Name kombiniert westliche Namenstradition (Joseph als Vorname vor den Familiennamen Trinh) mit vietnamesischer (Chính Trực als persönlicher Name steht hinter dem Familiennamen).